# Melcior Juncà i Ferré
Melcior Juncà (Joncar) Ferré (Sant Joan de les Abadesses, 1757 – Tarragona 1824) fou un mestre de capella. Va passar la seva joventut al servei de la catedral de Vic on va ser instruït en estudis musicals, sobretot de composició. L'any 1789 pren el càrrec que deixa el mestre Antoni Millà mort el mateix any. L'any 1793 oposita al magisteri de capella de València, plaça que s'atorga a Josep Pons, mestre de capella de Girona. Per l'ocasió va compondre Pastorem canimus, un himne dedicat a st. Tomàs de Vilanova.
Les obres que se'n conserven estan en bon estat i la major part de l'arxiu està a la catedral de Tarragona. També es conserven partitures d'esborrany i particel·les. És autor d'un tractat teòric conservat a la Biblioteca de Catalunya amb el títol de La melopea desconeguda. Denuncia l'oblit de les harmonies gregues causat per la incomprensió dels teòrics contemporanis. Pot ser catalogat com a compositor clàssic. En les composicions on el classicisme arriba al punt clímax podem veure certes influencies mozartianes.
D'entre les seves obres podem trobar diverses: Misses, Antífones, Càntics, Himnes, Introits, Inivitatoris, Laments, Motets, Responsoris, Salms, Salves, Àries, Elogis, Goigs, Rondons, Rosaris i Villancets. Se'n te constància d'una extensa producció.